# 33e régiment d'infanterie coloniale
Le 33e Régiment d'Infanterie Coloniale est une unité de l'armée de terre française.
C'est un régiment colonial de réserve, créé en août 1914 et rattaché au 3e régiment d'infanterie coloniale. Le 33e régiment d'infanterie coloniale est constitué à Rochefort-sur-Mer au cours de la mobilisation de 1914. Il est dissous le 28 avril 1919. Reconstitué le 2 septembre 1939 puis il est dissous le 15 avril 1940. Du 16 avril 1940 au 1er août 1940, il porte le nom 33e régiment colonial mixte-Sénégalais. Le 1er janvier 1961 il porte le nom de 33e régiment d'infanterie de marine garnison à Fort de France.

## Création et différentes dénominations
- 2 août 1914 : Formation à Rochefort-sur-Mer du 33e Régiment d'Infanterie Coloniale
- 20 avril 1919 : Dissolution
- 2 septembre 1939 : Reformation à Montauban du 33e Régiment d'Infanterie Coloniale
- 16 avril 1940 : Renommé 33e Régiment d'Infanterie Colonial Mixte-Sénégalais
- 1er août 1940 : Dissolution
- 1er janvier 1961 : Formation à Fort de France du 33e Régiment d'Infanterie de Marine

## Historique

### Première Guerre mondiale

#### Affectation
- août 1914 - juin 1915 : 148e division d'infanterie.
- juin 1915 - novembre 1918 : 10e division d'infanterie coloniale

#### 1914
Reprise de l'offensive en Champagne :
- 20 décembre : Ferme de Beauséjour
- 28 décembre : Tranchée de la Verrue

#### 1915
- 25 septembre-6 octobre : seconde bataille de Champagne, Tranchée de Wagram, Souain, Retranchement des Vandales

#### 1916
Bataille de la Somme
- Juillet-septembre : Belloy-en-Santerre, Villiers Carbonel

#### 1917
- Avril-mai : Le Chemin des Dames

#### 1918
- Juin : Château-Thierry
- 15-18 juillet : Champagne: Ouest d'Épernay
- 9-11 novembre : Etain

### Seconde Guerre mondiale
- Mobilisé à Montauban le 1er septembre 1939 sous le nom de 33e régiment d'infanterie coloniale dans le cadre de la 7e division d'infanterie coloniale. Utilisé à la surveillance de la frontière des Ardennes belges en septembre dans la région de Sedan, il rejoint le secteur de Sarreguemines sur la ligne Maginot durant l'hiver. Au printemps, il reçoit à Bourmont en Haute-Marne le complément de Tirailleurs venus de l'Afrique Occidentale  Française. Le 1er mai 1940, il devient le 33e régiment d'infanterie coloniale mixte sénégalais. En formation dans les Vosges, il est appelé à participer avec la 7e division d'infanterie coloniale à l'offensive Weygand en direction d'Amiens. Il est placé entre Porquericourt et Chiry-Ourscamps à partir du 4 juin. Il fait sauter les ponts du canal Crozat le 6 et engage la bataille défensive. Le 8, il obtient un brillant succès lors d'une contre-attaque sur Suzoy et Chateau-Renaud sur la rive gauche de l'Oise. Le 33e est vainqueur encore aux combats de Rully et Baron les 11 et 12 juin, mais il doit se replier avec l'ensemble du corps d'armée à partir de cette date. Ce régiment contourne ensuite Paris par l'est et rejoint Orléans. Il est engagé sur la Loire, puis opère une série de combats défensifs pour couvrir la retraite de la 7e armée. L'annonce le 17 de la demande d'armistice ne modifie pas l'engagement des combattants survivants. Lors de l'arrêt des combats au milieu de la nuit du 24 au 25 juin, il a atteint Champagne-Mouton dans le nord du département de la Charente. L'essentiel des troupes a disparu au fil des combats et de la retraite. Dans son discours de remerciement pour  l'ensemble de l'armée française, le maréchal Pétain, nouveau président du Conseil ne cite qu'une dizaine de régiments, dont le 33e RICMS.  Il reçoit la croix de guerre pour cette campagne et est dissout le 1er août 1940.

### L'après Seconde Guerre mondiale
- Il est reconstitué le 1er janvier 1961 sous le nom 33e régiment d'infanterie de marine comme régiment de tradition des Antilles-Guyane. Depuis cette date, il affirme la présence française aux Caraïbes. En 1998, il se réorganise et se professionnalise dans le cadre de la refondation de l'Armée de terre.

## Insigne du33erégimentd'infanterie coloniale
Ovale rouge à une ancre, chargée d’une tête de fox terrier, chien.

## Drapeau du régiment

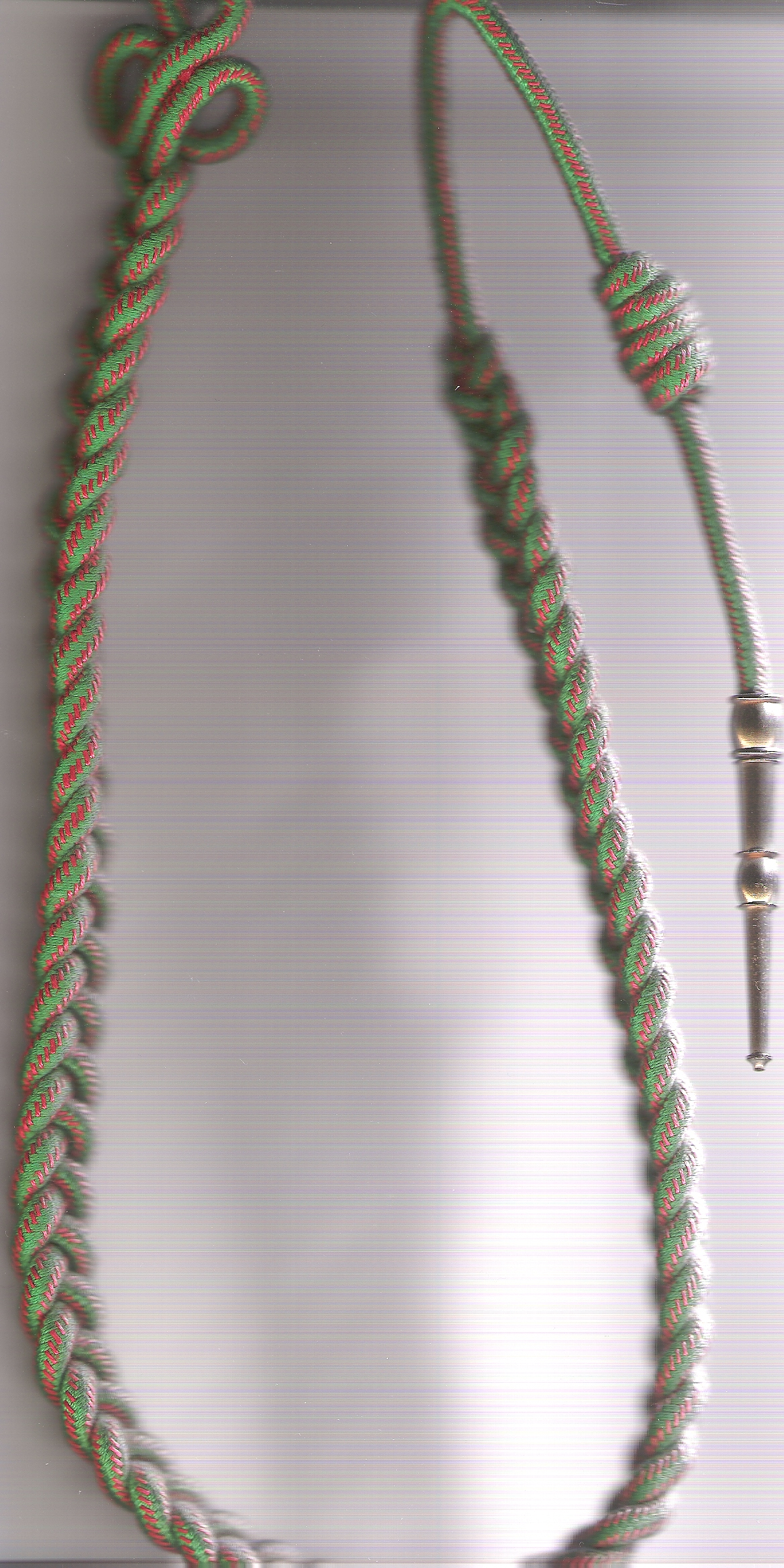
fourragère aux couleurs du ruban de la croix de guerre 1914-1918

Les noms des batailles s'inscrivent en lettres d'or sur le drapeau :

## Décorations
Sa cravate est décorée de la Croix de guerre 1914-1918 avec 2 palmes (2 citations à l'ordre de l'armée).
La Fourragère aux couleurs du ruban de la Croix de guerre 1914-1918. Celle-ci a été remise au régiment le 19 juillet 1918 à Épernay

## Personnalités ayant servi au sein du régiment
- Henri Muller (1900-1944), Compagnon de la Libération.

## Sources et bibliographie
- Erwan Bergot, La coloniale du Rif au Tchad 1925-1980, imprimé en France : décembre 1982, n° d'éditeur 7576, n° d'imprimeur 31129, sur les presses de l'imprimerie Hérissey.
- Historique du 33e régiment d'infanterie coloniale pendant la guerre 1914-1919, Rochefort-sur-Mer, impr. Norbertine, 1920, 94 p., lire en ligne sur Gallica.